# Johann Orlay
Johann Orlay (en hongrois : János Orlay, en russe Иван Семёнович Орлай (Ivan Semyonovich Orlaj)), né à Palágy en 1770 et mort à Odessa le 27 février 1829, est un chirurgien et enseignant d'origine hongroise ; il a pratiqué un large éventail de sciences. Principalement en Russie, il y opérait sous le nom d'Ivan Semyonovich Orlaj. Il était associé à Goethe et pendant des années, il a été directeur du lycée Nicolas Gogol où il a également étudié.
Ses ancêtres utilisaient le prénom « Karvai », les noms des lexiques russes sont également donnés sous la forme Orlay de Corva, Orlay de Carva,.

## Biographie
Il naît dans le comté de Bereg, dans le village de Palágy près d'Oujhorod. Il termine ses écoles d'abord à Munkács, puis à Oujhorod et Nagykároly . En 1787, il est étudiant à la Faculté des Arts d'Oradea, l'année suivante à Lemberg (aujourd'hui: Lviv) à la Faculté de Théologie, et pendant une courte période, il étudie à l'Eger Theological College. Au cours de l'année académique 1789/90, il reçoit un poste d'enseignant au lycée à Nagykároly, mais sa candidature au poste d'enseignant de l'Université Loránd Eötvös est infructueuse.
Au printemps 1791, il se rend à Saint-Pétersbourg et s'inscrit à l'École de médecine et de chirurgie. Il réussit l'examen médical deux ans plus tard, mais travaille déjà entre-temps. Entre 1794 et 1797, il peut poursuivre ses études à Vienne. De retour à Saint-Pétersbourg, sa carrière médicale devient de plus en plus élevée : d'abord en tant que chirurgien de la cour, puis en 1805, il devient le premier général adjoint du tsar Alexandre Ier. En tant que secrétaire de l'Académie de médecine et de chirurgie, il est un organisateur scientifique majeur.

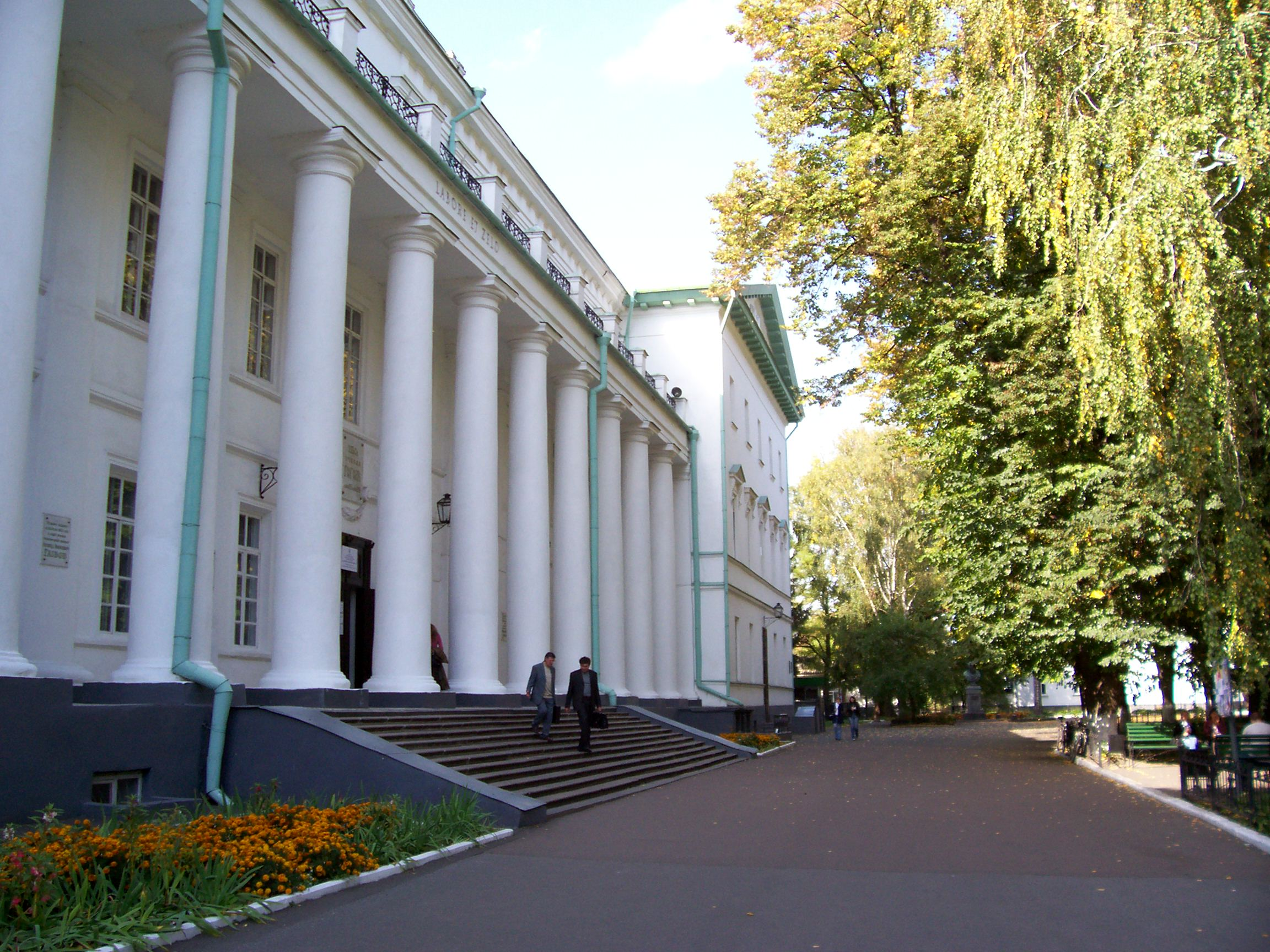
L'ancien lycée, aujourd'hui l'ancien bâtiment universitaire de Nijni Novgorod (2007).

Pendant la guerre napoléonienne, en 1812, il sert dans un hôpital militaire. Il est promu au grade de conseiller d'État en 1816, mais peu après, il démissionne de son secrétaire pour des raisons de santé.
L'intérêt d'Orlay portait sur un large éventail de sciences, et ses publications sont parues, et il a été élu par plusieurs sociétés scientifiques russes et d'Europe occidentale comme docteur en sciences humaines à l'Université de Königsberg et docteur en médecine à l'Université de Dorpati. Lors de son voyage en Occident en 1806, il fait la connaissance de JW Goethe.
En 1819, à la recherche de la patrie des Hongrois, il parcourt le Caucase. En 1821, il est nommé directeur du lycée de Nezinin en Ukraine dont le jeune Gogol était un élève de la même année. Parmi ses premiers éducateurs, Orlay se distingue par ses positions pédagogiques relativement libérales et son corpus diversifié de connaissances. Il rencontre les parents de Gogol à plusieurs reprises ; il peut aussi avoir influencé les intérêts ethnographiques et scientifiques des garçons. En 1826, Orlay reçoit de facto un titre de Conseil d'État et un domaine plus petit ; la même année, il est nommé directeur du célèbre lycée Richelieu d'Odessa. Il meurt dans la ville le 27 février 1829.

## Honneurs
Le genre de plantes Orlaya lui est dédié par Georg Franz Hoffmann en 1814,, et par la suite Pseudorlaya (« faux-orlaya ») par Svante Samuel Murbeck en 1897.